# Hans de Hofman

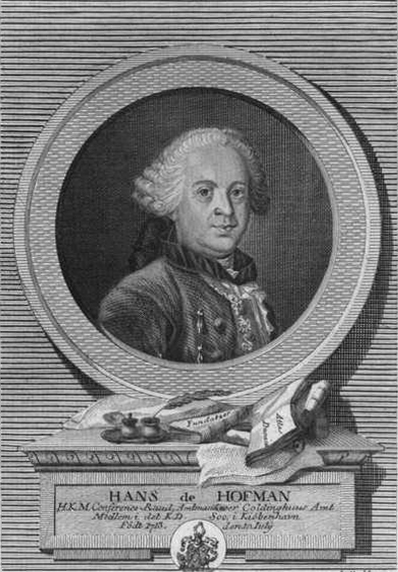
Hans de Hofman.

Hans de Hofman, född den 10 juli 1713, död 1793, var en dansk historiker, bror till Tycho och Niels de Hofman.
de Hofman blev 1760 president i Fredericia och 1773 amtman i Koldinghus amt samt 1774 konferensråd. 
de Hofman är i synnerhet känd genom Samlinger af publique og private stiftelser, fundationer, gavebreve o. s. v. (vanligen kallad "Hofmans Fundatser", 11 band, 1755-80). 
Därjämte utgav han de fyra sista banden av sin svåger Erik Pontoppidans Danske atlas (1768-81).